# Михайлов Василь Сергійович
Васи́ль Сергі́йович Миха́йлов (*14 січня 1960, Забаро-Давидівка) — ректор Київської державної академії водного транспорту ім. гетьмана Петра Конашевича-Сагайдачного, доктор технічних наук, професор. Переможець рейтингу популярності «Золота Фортуна» в номінації «Людина року-99».
Народився 14 січня 1960 року в с. Забаро-Давидівка Ємільчинського району Житомирської області. У 1979 році закінчив з відзнакою Київське річкове училище, а в 1992 році — Ленінградський інститут водного транспорту за спеціальністю «Судноводіння».
B липні 1996 року одержав кваліфікацію капітана далекого плавання.
В 1997 році В. С. Михайлов захистив кандидатську дисертацію i отримав науковий ступінь кандидата технічних наук.
У 2005 році Михайлов захистив докторську дисертацію.
З 28 грудня 1998 року він — ректор Київської державної академії водного транспорту.
З жовтня 1999 року став членом  англійського інституту «Nautical Institute», м. Лондон.
Веде громадську роботу на посадах президента громадської організації «Всеукраїнська асоціація „Морська освіта“», президента Всеукраїнської громадської організації «Українська асоціація приватних судновласників».
За заслуги перед державою українські президенти його нагороджували: орденом «Слава на вірність Вітчизні III ступеня»; за трудові досягнення та заслуги перед українським народом — «Срібним Мечем в петлицю»; орденом «Святого Дмитра Солунського IV ступеня»; орденом «Святого рівноапостольного Князя Володимира»; орденом «Преподобного Нестора Літописця»; орденом «Миколи Чудотворця І ступеня».
Має нагрудні знаки: «Почесний працівник морського і річкового транспорту», «Почесний працівник транспорту України», «Відмінник освіти України», «Знак пошани» Київського міського голови, МОНУ «Петро Могила».
У листопаді 2009 року, в аеропорту Бориспіль за підозрою в організації злочинного угруповання, члени якого займалися розбещенням неповнолітніх та виготовленням порнографічної продукції, затримали ректора Київської державної академії водного транспорту імені Сагайдачного, професора Василя Михайлова.
у серпні 2010 року, прокуратура Києва затвердила обвинувальний висновок і направила до Шевченківського районного суду Києва кримінальну справу за обвинуваченням ректора Київської державної академії водного транспорту ім. Сагайдачного Василя Михайлова в організації злочинного угруповання, члени якого займалися розбещенням неповнолітніх та виготовленням порнографічної продукції.
1 червня 2013 року, суддя Шевченківського райсуду Києва Андрій Осаулов відпустив під підписку про невиїзд всіх фігурантів карної справи. В їх числі - колишнього ректора Київської академії водного транспорту Василя Михайлова, на думку слідства - лідера угруповання. Напередодні адвокат обвинуваченого Павло Заваригін подав клопотання про направлення справи на додаткове розслідування, мотивуючи своє прохання неповнотою зібраних слідством доказів. Суд це клопотання задовольнив.